# Puisi Tak Terkuburkan
Pour plus de détails, voir Fiche technique et Distribution.
Puisi Tak Terkuburkan (Poésie non enterrée en indonésien) est un film indonésien réalisé par Garin Nugroho, sorti en 2000. Le film participe à rendre compte des massacres de 1965-1966 en Indonésie, et cherche à traduire à l'écran le traumatisme de cette période.

## Synopsis
En 1965, Ibrahim Kadir (joué par lui-même) est arrêté sur de fausses accusations d'être communiste ou sympathisant communiste. En prison, il fait connaissance avec les autres détenus, également emprisonné sur de fausses accusations. Ensemble, ils chantent dans la tradition didong des poètes chanteurs de la province d'Aceh. Mais chaque jour, des prisonniers sont emmenés pour être exécutés.
Lorsqu'il est seul, Kadir pense aux crimes commis par les militaires dont il a été le témoin, y compris les massacres de femmes désarmées et d'enfants, ainsi que les exécutions sommaires de détenus innocents. Il continue d'entendre les voix du passé à mesure que le nombre de prisonniers diminue. Il finit par être libéré au bout de vingt-huit jours de prison.

## Fiche technique
Sauf indication contraire, les informations mentionnées dans cette section peuvent être confirmées par la base de données cinématographiques IMDb,  présente dans la section « Liens externes ».
- Titre original : Puisi Tak Terkuburkan
- Titre international : A Poet
- Réalisation : Garin Nugroho
- Scénario : Nana Mulyana et Garin Nugroho
- Photographie : Winaldha E. Melalatoa
- Montage : Rahmat Tepe
- Musique : Tonny Prabowo
- Production : Tonny Trimarsanto
- Société de production : SET Film Workshop
- Société de distribution :
- Pays d'origine :  Indonésie
- Langue originale : indonésien
- Genre : Film dramatique
- Format : noir et blanc - 35 mm
- Durée : 90 minutes (Singapour) ou 83 minutes (Japon)
- Dates de sortie : 
  - Festival international du film de Locarno : 4 août 2000
  - Japon : 1er novembre 2000
  - Indonésie : 7 novembre 2000

## Récompenses
- Festival international du film de Locarno 2000 : léopard d'argent du jury de la compétition vidéo[4]
- Festival international du film de Singapour 2001 : prix NETPAC/FIPRESCI et prix du meilleur acteur pour Ibrahim Kadir[3],[5]